# The Hybrid (álbum)
The Hybrid é o primeiro álbum de estúdio do rapper americano Danny Brown, lançado em 16 de março de 2010.

## Fundo
O álbum, que foi precedido por uma série de mixtapes gratuitas, também foi lançado como download gratuito, pela gravadora Rapper I Know, de Washington, DC. A gravadora posteriormente publicou o álbum em vinil. Uma edição de luxo do álbum foi lançada para venda na Amazon em 18 de janeiro de 2011, e posteriormente no iTunes em 8 de fevereiro de 2011, via Hybrid Music.

## Recepção
| Críticas profissionais | Críticas profissionais |
| Avaliações da crítica  | Avaliações da crítica  |
| Fonte                  | Avaliação              |
| ---------------------- | ---------------------- |
| Pitchfork              | 7.6/10                 |
| PopMatters             | [ 5 ]                  |
| RapReviews             | 8.5/10                 |

Esse coletivo musical foi o que levou o fundador do Fool's Gold, Nick Catchdubs, a contratar Danny Brown para sua gravadora independente. O álbum foi aclamado pela crítica, com os críticos elogiando muito o estilo único de rap de Brown e a produção do álbum.

## Lista de músicas
| N.º            | Título                 | Producer(s)    | Duração |  |
| 1.             | "Greatest Rapper Ever" | Quelle         |         |  |
| 2.             | "Need Another Drink"   | Mainframe      |         |  |
| 3.             | "New Era"              | Nick Speed     |         |  |
| 4.             | "Exotic"               | Danny!         |         |  |
| 5.             | "I'm Out"              | Chuck Inglish  |         |  |
| 6.             | "Re-Up"                | Quelle         |         |  |
| 7.             | "Nowhere 2 Go"         | Denmark Vessey |         |  |
| 8.             | "Shootin' Moves"       | Frank Dukes    |         |  |
| 9.             | "The Nana Song"        | Danny!         |         |  |
| 10.            | "Guitar Solo"          | Quelle         |         |  |
| 11.            | "White Stripes"        | Quelle         |         |  |
| 12.            | "Juno"                 | Mosel          |         |  |
| 13.            | "Thank God"            | Mosel          |         |  |
| 14.            | "Drinks on Me"         | Quelle         |         |  |
| 15.            | "Generation Rx"        | 14KT           |         |  |
| 16.            | "S.O.S"                | Slopfunkdust   |         |  |
| Duração total: | Duração total:         | Duração total: | 46:38   |  |

| Musicas Bonus  |                       |                |         |  |
| N.º            | Título                | Produtor(es)   | Duração |  |
| 17.            | "Cartier"             | 14KT           |         |  |
| 18.            | "Great Granddad"      | Beat Butcha    |         |  |
| 19.            | "Lincoln Continental" | brandUn DeShay |         |  |
| Duração total: | Duração total:        | Duração total: | 55:48   |  |